# 조촌동 (전주시)
조촌동(助村洞)은 전북특별자치도 전주시 덕진구의 행정동이다.

## 개요
조촌동은 전주월드컵경기장과 호남고속도로 나들목이 위치해 있다. 가구의 43%가 농업에 종사하고, 도시근교 농업으로 과수 및 시설 원예채소를 재배한다. 특히 원동배는 1998 농산물 품평회 전국 으뜸상을 수상한 바 있다.
해방 전부터 풍부한 농산물이 넘쳐나고 일찍 도시화의 영향을 받아 반월동 남반월 마을에는 대규모의 시장이 형성되었고, 이곳 상인들의 물가가 비싸다고 하여 쪽고래미라고 불렀다. 구름 가운데 떠있는 반달과 같다하여 붙여진 반월동과 뒷마을 산의 형세가 용과 같다하여 붙여진 용정동, 뒷산 세 개의 봉우리 형상에 따라 불리던 삼덕리가 성덕리로 변형된 성덕동, 마을 앞 갯벌을 일구어 밭으로 만든데서 유래한 화전동 등과 같이 대부분의 지명이 뛰어난 풍수지세와 농촌 문화의 영향에 의해 이루어졌다.

## 연혁
- 고려 시대 : 완산부
- 조선 시대 : 전주부
- 1914년 4월 1일 : 전주군 이북면과 이동면 일부가 전주군 조촌면으로 편입되어 반월리, 화전리, 성덕리, 용정리, 동산리, 고랑리, 여의리, 장동리, 만성리, 동곡리, 시천리, 오송리, 상가리 등 13개리를 관할.
- 1935년 10월 1일 : 전주읍이 전주부로 승격되어 분리되고, 전주군 일원(전주읍 제외)이 완주군으로 개칭되어 완주군 조촌면이 됨.[2]
- 1940년 10월 1일 : 상가리(현 덕진동)가 전주부에 편입[3]
- 1957년 11월 6일 : 오송리(현 송천동1가), 시천리(현 송천동2가), 동곡리(현 팔복동2가), 동산리 일부(현 팔복동1가), 여의리 일부(현 팔복동3가)가 전주시에 편입되었다.[4]
- 1983년 2월 15일 : 완주군 이서면 원동리가 조촌면에 편입[5]
- 1985년 10월 1일 : 완주군 조촌면이 조촌읍으로 승격[6]
- 1987년 1월 1일 : 전주시로 편입[7] 2개 행정동(조촌동, 동산동) 설치. 조촌동의 법정동(5개) - 화전동, 반월동, 원동, 성덕동, 용정동.
- 1994년 12월 26일 : 김제군 백구면 도덕리, 강흥리, 도도리와 용지면 남정리가 조촌동에 편입되었다.[8] (9개 법정동)

## 법정동
- 화전동(花田洞)
- 반월동(半月洞)
- 원동(院洞)
- 성덕동(聖德洞)
- 용정동(龍亭洞)
- 남정동(南井洞)
- 도덕동(道德洞)
- 강흥동(江興洞)
- 도도동(道道洞)

## 교육
- 전주반월초등학교 (반월동)
- 전주원동초등학교 (원동)
- 전주용덕초등학교 (용정동)

## 주요 시설
- 한국도로공사 전북지역본부 (용정동)
- 동산동 주민센터 (반월동)
- 조촌동 주민센터 (반월동)
- 전주월드컵경기장 (반월동)
- CBS 전북방송 (용정동)
- 한국도로공사수목원 (반월동)

## 아파트
| 단지명        | 건설사                        | 시행사                        | 주소                | 주소   | 입주        | 비고     |
| ------------- | ----------------------------- | ----------------------------- | ------------------- | ------ | ----------- | -------- |
| 반월주공      | 남해종합건설㈜                | 대한주택공사                  | 덕진구 반월3길 17   | 반월동 | 2004년 7월  | 국민임대 |
| 반월 LH 2단지 | 케이알산업㈜                  | 한국토지주택공사              | 덕진구 혁신로 665   | 반월동 | 2019년 1월  | 국민임대 |
| 남양 반월타운 | (유)남양주택건설 (유)남양건설 | (유)남양주택건설 (유)남양건설 | 덕진구 쪽구름로 123 | 반월동 | 1996년 12월 |          |
| 월드컵 이지움 | 계성종합건설㈜                | ㈜피엔케이디                  | 덕진구 반월로 32    | 반월동 | 2015년 3월  |          |